# النظرة المسيحية للفقر والغنى

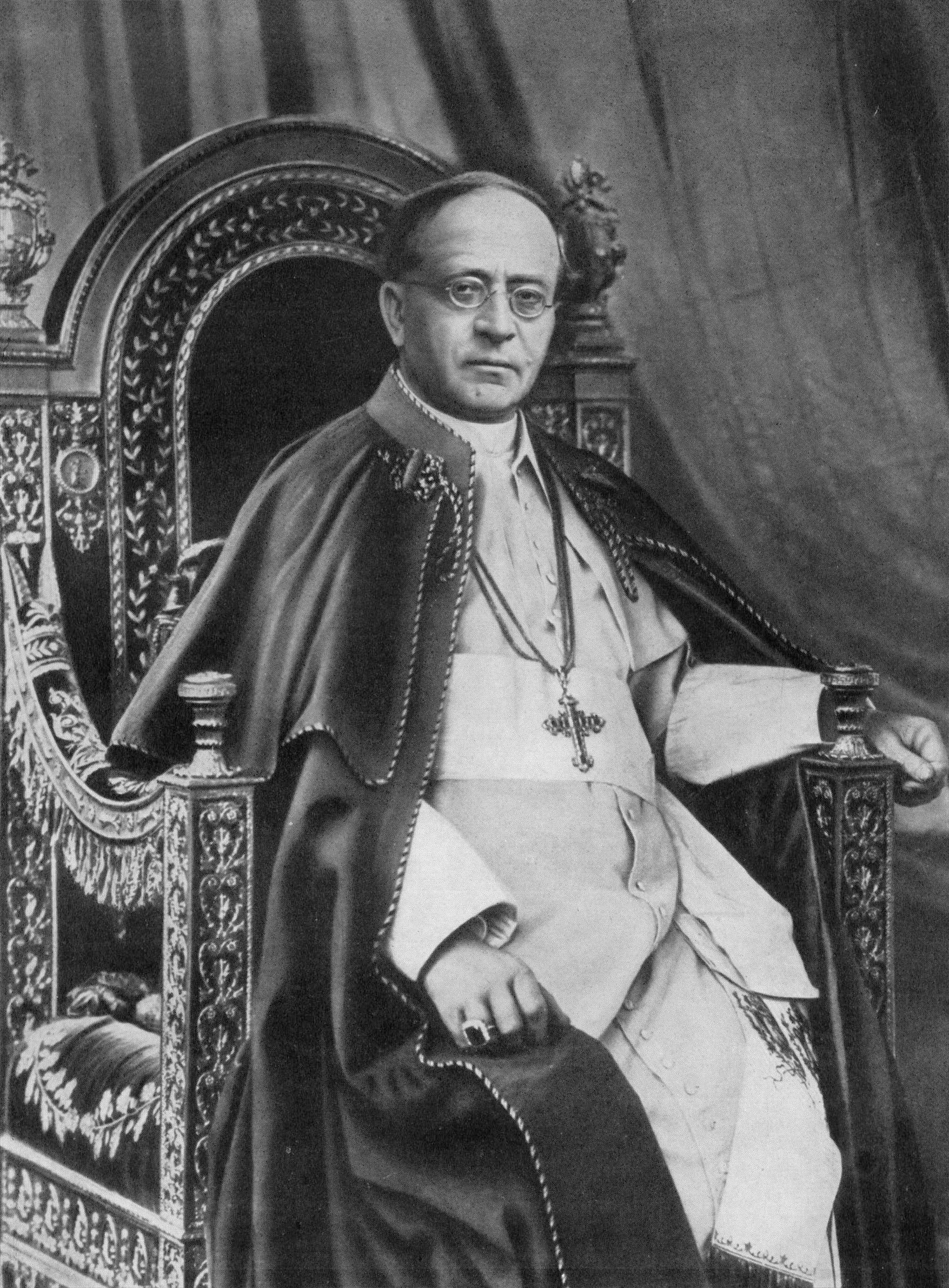
البابا بيوس الحادي عشر عرف في مرسومه البابوي الذي دعا فيه إلى اعتماد الأخلاق المسيحية في الاقتصاد.

هناك مجموعة متنوعة من وجهات النظر المسيحية حول الفقر والغنى. وفقا لإحدى وجهات النظر، تعتبر الثروة والمادية شرًا يجب تجنبه وحتى مكافحته. على الجانب الآخر، هناك وجهة نظر تعتبر الرخاء والرفاهية على أنها نعمة من الله.
كثيرون ممن يطرحون وجهة النظر الأولى يتعاملون مع الموضوع من ناحية علاقته بالرأسمالية النيوليبرالية التي تشكل العالم الغربي. وجادل اللاهوتي الأمريكي جون بي كوب بأن «الاقتصاد الذي يحكم الغرب و-من خلاله- الكثير من الشرق» يتعارض بشكل مباشر مع العقيدة المسيحية التقليدية. يستشهد كوب بتعليم يسوع «لا تقدرون أن تخدموا الله والمال». ويؤكد أنه من الواضح أن «المجتمع الغربي منظم في خدمة الثروة» وبالتالي انتصرت الثروة على الله في الغرب. يقول اللاهوتي الاسكتلندي جاك ماهوني أن أقوال يسوع في Mark 10:23–27 «طبعت نفسها بعمق على المجتمع المسيحي على مر القرون حتى أن أولئك الأثرياء، أو حتى المرتاحين ماديا، غالباً ما يشعرون بعدم الارتياح وتأنيب الضمير». بالمقابل بحسب الباحث رودني ستارك فإن العقلانية المسيحية هي المحرك الأساسي وراء نجاح الرأسمالية وصعود الغرب. كما وقدم عالم الاجتماع الألماني ماكس فيبر أطروحة مفادها أن البروتستانتية وأخلاقياتها هي التي ولدت القيم التي كانت أحد أسباب نشأة الرأسمالية الحديثة، ويجادل عدد من المؤرخين أنه كان للبروتستانتية دوراً بارزاً في صعود الطبقة المتوسطة والبرجوازية.
على الجانب الآخر يجادل بعض المسيحيين بأن الفهم الصحيح للتعاليم المسيحية حول الثروة والفقر يحتاج إلى إلقاء نظرة أوسع بحيث أن تراكم الثروة ليس هو المحور الرئيسي لحياة الفرد بل هو مورد لتعزيز «الحياة الجيدة». قام ديفيد و. ميلر ببناء نموذج مكون من ثلاثة أجزاء يقدم ثلاثة مواقف سائدة بين البروتستانت تجاه الثروة. وفقًا لهذا النموذج، نظر البروتستانت إلى الثروة على أنها إما: (1) جريمة في حق الإيمان المسيحي أو (2) عقبة أمام الإيمان أو (3) نتيجة للإيمان.

## تاريخ

### العصور الوسطى

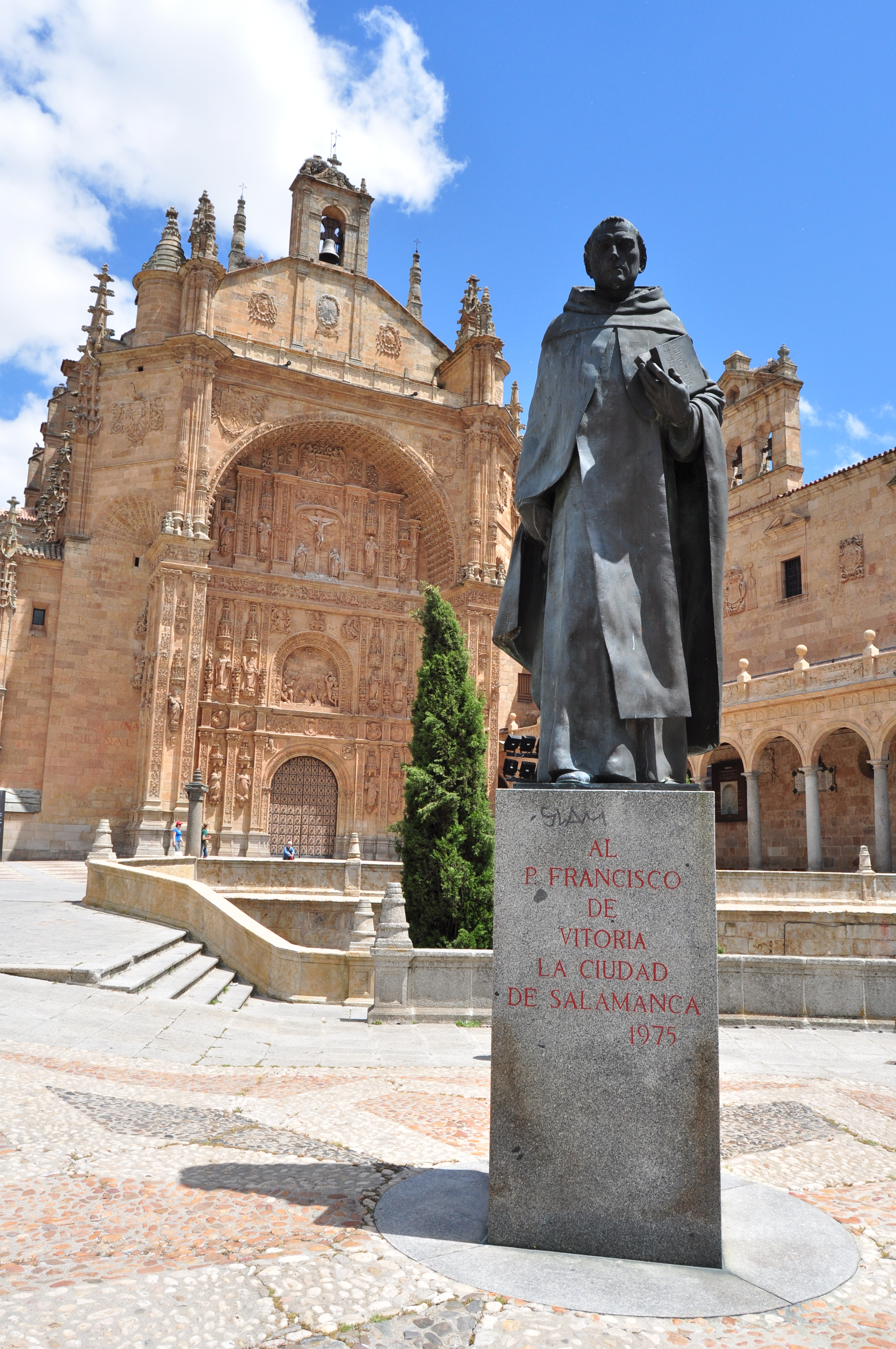
تمثال فرانثيسكو دي فيتوريا أمام كنيسة سان إستبان في سلمنكا.

يُشير مفهوم التمويل المسيحي إلى الأنشطة المصرفية والمالية التي ظهرت منذ عدة قرون. تٌحظر عدد الكنائس المسيحية، مثل الكنيسة الكاثوليكية والكنيسة الإصلاحية، تقليديًا الربا باعتباره خطيئة ضد الوصية الثامنة المذكورة في الوصايا العشر. وقد تكون أنشطة فرسان الهيكل (القرن الثاني عشر)، أو جبل التقوى (ظهرت عام 1462) أو الغرفة الرسولية المرتبطة مباشرة بالفاتيكان، قد أدت إلى عمليات ذات طبيعة مصرفية أو ذات طبيعة مالية (مثل إصدار الأوراق المالية والاستثمارات). وتشمل العائلات المصرفية الكاثوليكية كل من آل ميديشي، وفلسر، وفوغر، وبيروتسي وعائلة باردي.
في بداية القرون الوسطى، كانت أخلاقيات الأبوية المسيحية، راسخة تمامًا في ثقافة أوروبا الغربية. وقد أدانت الكنيسة الربا والمادية مثل الجشع والطمع، والخداع واعتبرتها أعمال غير مسيحية. اعتبر الراهب والمفكر الكاثوليكي فرانثيسكو دي فيتوريا تلميذ مدرسة توما الأكويني والذي درس قضية تتعلق بحقوق الإنسان للمواطنين إبّان الاستعمار، من قبل الأمم المتحدة بمثابة الأب للقانون الدولي، وأيضًا يعتبر من قبل مؤرخي الاقتصاد والديمقراطية بالقائد والمحارب من أجل الديمقراطية والتنمية الاقتصادية في الغرب. كتب جوزيف شومبيتر وهو خبير اقتصادي، في إشارة إلى السكولائية «كونهم المؤسسين الحقيقيين للإقتصاد العلمي». وكان أيضًا قد أدلى عدد من المؤرخين الاقتصاديين مثل ريموند دي روفر، مارجوري جريس - هتشينسون، واليخاندرو شوفين تصريحات مماثلة. وكتب بول لوتوكو مؤرخ من جامعة ستانفورد أن الكنيسة الكاثوليكية كانت «مركز لتنمية القيم والأفكار والعلوم والقوانين والمؤسسات، أي التي تشكل ما نسميه الحضارة الغربية».
كما وقد شجعت الكنيسة الكاثوليكية على التبرع ومساعدة من هم بحاجة. وكان آباء الكنيسة قد أشادوا في أعمال الصدقة والخير. ويرى المؤرخ الآن كوهين في أن تعاليم يسوع في رفع قيمة الفقراء كانت ثورة في عالم الفقر والثروة إذ كانت فكرة الإحسان واحترام الفقراء غائبة في الفكر الروماني واليوناني. وما تزال عقلية التبرع ومساعدة الغير راسخة في الفكر الغربي.
جبل التقوى (بالإيطالية: monte di pietà؛ بالإسبانية: monte de piedad؛ بالفرنسية: mont de piété) هي منظمة غير ربحية تعمل كمرتهن مؤسسي وكجمعية خيرية في أوروبا؛ ظهرت في العصور الوسطى وما تزال تعمل حتى اليوم. أنشئت مؤسسات مماثلة في المستعمرات التابعة إلى الدول الكاثوليكية. ونشأت هذه المؤسسة في إيطاليا في القرن الخامس عشر في المدن من خلال حركة إصلاح ضد إقراض المال، وكانت واحدة من أبرز الأشكال المبكرة للأعمال الخيرية المنظمة. وتم تنظيم الوظائف وإدراتها من خلال الكنائس الكاثوليكية حيث تم تقديم القروض المالية في فائدة معتدلة إلى المحتاجين. انتشرت هذه المنظمات في أوروبا الغربية خلال العصور الوسطى، ويعود الفضل في انتشارها إلى الوعظ من قبل الفرنسيسكان وإدانتهم إلى الربا، مع دعم لاحق من قبل كل من الدعاة الدومينيكان والمثقفين الإنسانيين في القرن الخامس عشر.

### الإصلاح البروتستانتي

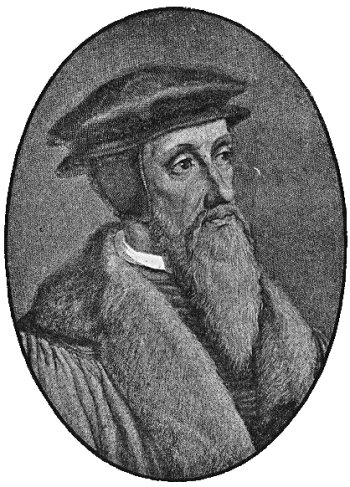
جان كالفن مؤسس الكالفينية التي كانت وراء نشوء الرأسمالية.

عقب الإصلاح البروتستانتي غيّرت البروتستانتية في العقلية والفكر الغربي، فبينما كانت الكاثوليكية لا تحبذ تراكم الثروات، شجعت البروتستانتية تراكم الثروات واعتبرتها نعمة من عند الله متأثرة في ذلك في العهد القديم. ساهم صعود البروتستانتية في القرن السادس عشر في تطوير الأعمال المصرفية في أوروبا الشمالية. في أواخر القرن الثامن عشر، بدأت العائلات التجارية البروتستانتية في الانتقال إلى الأعمال المصرفية بدرجة متزايدة، خاصةً في البلدان التجارية مثل المملكة المتحدة (آل بارينجز)، وألمانيا (عائلة شرودرز وعائلة بيرنبرغ)، وهولندا (هوب وشركاه، وجولشر ومولدر) في الوقت نفسه، وسعت أنواع جديدة من الأنشطة المالية نطاق الخدمات المصرفية إلى ما هو أبعد من أصولها. تنسب إحدى المدارس الفكرية الكالفينية إلى أنها مهدت الطريق للتطور اللاحق للرأسمالية في شمال أوروبا. عائلة مورجان هي عائلة أسقفيَّة أمريكية وسلالة مصرفية، والتي أصبحت بارزة في الولايات المتحدة وفي جميع أنحاء العالم في أواخر القرن التاسع عشر وأوائل القرن العشرين في عالم الصيرفة.
واستنادًا إلى ماكس فيبر فأخلاق العمل البروتستانتية، خاصة المذهب الكالفيني، من انضباط وعمل شاق وإخلاص، كانت وراء ظهور العقلية الرأسمالية في أوروبا،: وذلك لقولها بأن النجاح على الصعيد المادي هو دلالة على نعمة إلهية واختيار مسبق للخلاص.
وبعض الباحثين يربطون أيضًا دور التطهريين وهم من الكالفينين في الاقتصاد والرأسمالية في الولايات المتحدة. فقد حثت تعاليمهم بان يكونوا منتجين بدلاً من مستهلكين ويستثمروا أرباحهم لخلق المزيد من فرص العمل لمن يحتاج وبذلك تمكنهم في المساهمة في بناء مجتمع منتج وحيوي. ومن الآثار المهمة للحركة التطهرية، بسبب تأكيدها حرية الفرد، ظهور برجوازية جديدة، فالحرية الفردية وما رافقها من نجاح في مجال الصناعة، جعل أتباع البيوريتانية يهتمون بالثروة والمتعة وحب التملك بدلاً من البحث عن خيرات الأرض بالسعي والجد.
ويعتبر اليوم أحفاد التطهريين أو ما يعرفون بالواسب الطبقة الثرية والمتعلمة في الولايات المتحدة، وهم بمثابة النخبة الاجتماعية التي تتحكم في الاقتصاد والسياسة والمجتمع الأمريكي.
كذلك كانت أخلاق العمل البروتستانتية كقيم الموثوقية، والادخار، والتواضع، والصدق، والمثابرة والتسامح، أحد أسباب نشأة الثورة الصناعية. وقد تم فحص العلاقة المفترضة بين البروتستانتية والتعليم والنجاح الاقتصادي بشكل صريح من قبل بيكر ووسمان في عام 2009، وتفيد دراستهم أنَّ البروتستانتية، من خلال زيادة في الرأس المال، كان له تأثير إيجابي على النمو الاقتصادي في القرن التاسع عشر في بروسيا. في المقابل، فإن كانتوني في عام 2009 نظرت عبر 272 مدينة داخل ألمانيا من عام 1300 إلى عام 1900، ووجدت أنه لا تشكل أي آثار للبروتستانتية على نمو سكان المدينة.
أدى صعود البروتستانتية إلى تحرير أوروبا المسيحية إلى ازدياد نظرة روما ضد الربا. في أواخر القرن 18، بدأت العائلات التجارية البروتستانتية للانتقال إلى العمل المصرفي بدرجة متزايدة، ولا سيّما في البلدان التجارية مثل المملكة المتحدة (آل بارينجز)، وألمانيا (أسرة شرودرز وبرينبرغ) وهولندا. كما ولعبت النخب البروتستانتية الغنيّة دور كبير اقتصادي مثالًا على ذلك عندما تحولت جنيف إلى البروتستانتية في 1536 وذلك بعد وصول جون كالفين إلى هناك. بحيث ظهر التأثير البروتستانتي في سويسرا وعلى المجتمع السويسري خاصًة في المجال العلمي والاقتصادي إذ تشكل البروتستانت من المتعلمين والحرفيين والبرجوازيين، وعمل البروتستانت خاصًة الهوغونوتيون في إنشاء البنوك وعملوا في الذهب والتجارة. كما لعبت العائلات الغنية العريقة البروتستانتية دور اقتصادي هام، كعائلة بيكتات، التي مَـنحت إسمها لمصرف بيكتات الخاص.
كان رحيل الهوغونوت إنجلترا وجمهورية هولندا وأمريكا وسويسرا وجنوب أفريقيا كارثة لمملكة فرنسا، حيث كلفها الكثير من نفوذها الاقتصادي. ففي بعض المدن الفرنسية كانت الهجرة الجماعية تعني خسارة نصف السكان العاملين. أعتبرت هجرة الهوغونوتيين هجرة الأدمغة، إذ كان عدد كبير منهم من المتعلمين والحرفيين والبرجوازيين، في المهجر عمل الهوغونوتيين في إنشاء البنوك وعملوا في الذهب والتجارة. كان الهوغونوت غزيروا الإنتاج، بشكل خاص في صناعة النسيج، وكانت مدن أوروبية كثيرة حريصة على جذب الهوغونوت وتنافس على إغرائهم، إذ إنّ تدفق العمال المهرة والمتعلمين يمكن أن يساعد في إنعاش اقتصاداتهم، وهو ما حدث بالفعل في مدن مثل برلين الألمانية وأمستردام الهولندية وجنيف السويسرية.
ظهر أيضًا التأثير الكالفيني في هولندا وعلى المجتمع والاقتصاد الهولندي، يعزو الاقتصاديان رونالد فيندلي وكيفن أورورك أنَّ جزءاً من صعود هولندا إلى أخلاقيات العمل البروتستانتية القائمة على الكالفينية، والتي عززت التوفير والتعليم. وقد ساهم ذلك وفقاً لهم في «أدنى أسعار الفائدة وأعلى معدلات الإلمام بالقراءة والكتابة في أوروبا. ومكنت فرة رأس المال من الاحتفاظ بمخزون ثروة مثير للإعجاب، ليس فقط في الأسطول الكبير ولكن في المخزونات الوفيرة من مجموعة من السلع التي كانت تستخدم لتحقيق الاستقرار في الأسعار والاستفادة من فرص الربح». وكان لهجرة الهوغونوتيون الذين قدموا من فرنسا، والبروتستانت الذين قدموا من جنوب هولندا إلى مدينة أمستردام دوراً في تطوير الاقتصاد. وأدت هذه الهجرات إلى إنشاء العديد من الأعمال المصرفيّة والصناعيّة الكبرى. يظهر قول يعكس الوضع آنذاك في القرن السادس عشر:
| النظرة المسيحية للفقر والغنى | الكاثوليك لديهم الكنائس، واللوثريين لديهم السلطة، والكالفينيين يملكون المال. | النظرة المسيحية للفقر والغنى |

### العصر الحديث

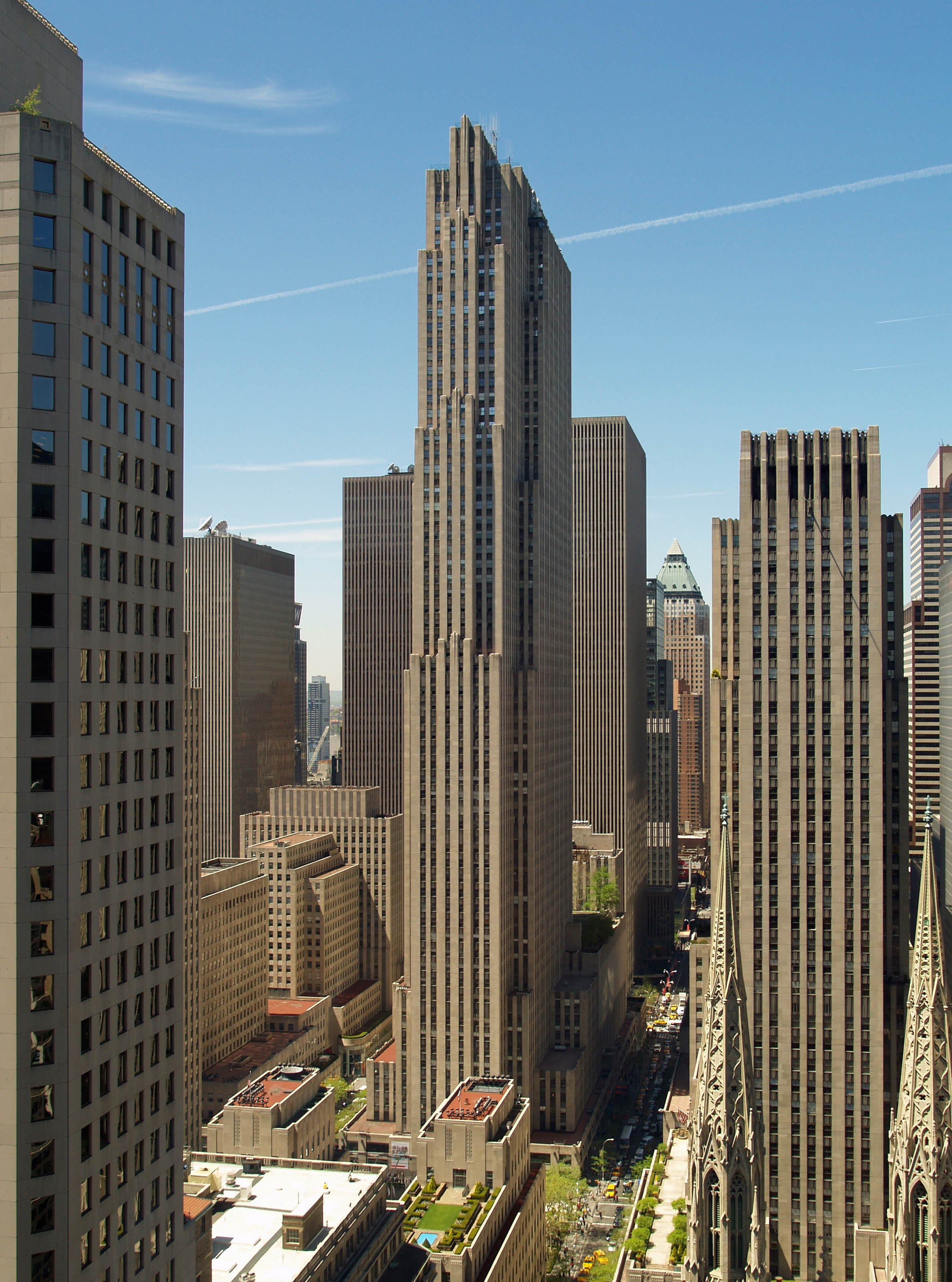
مركز روكفلر، في مانهاتن، مدينة نيويورك، وتعود إلى أسرة روكفلر البروتستانتية التي لعبت دور هام في الاقتصاد العالمي والرأسمالية.

وفقًا للمؤرخ وعالم الأنساب إريك بونجنر، فإنه «بُنيت أسطورة المجتمع البروتستانتي الراقي حول رؤساء بنك فرنسا في ظل الإمبراطورية الفرنسية الأولى، والمؤلفة من عدد صغير جدًا من الأسر، الغنية جدًا، والتي تزاوجت من بعضها البعض». وظهر مصطلح المجتمع البروتستانتي الراقي في القرن التاسع عشر، ويشير المصطلح إلى مجموعة من العائلات الثرية البروتستانتية، والتي كانت على استعداد للتضامن المتبادل والسلطة الغامضة جزئياً داخل «النخبة (والمجتمع) الفرنسي ذات الأغلبية الكاثوليكية». وبالتالي ينطبق هذا المصطلح أساساً على الأفراد والأسرة البرجوازية البروتستانتية الكبيرة والتي كانت تتألف من كبار الصناعيين والمصرفيين والتجار والحرفيين، والتي تعود ثرواتها وشبكات نفوذها إلى القرن التاسع عشر.
في العصر الحديث، دعت الكنيسة الكاثوليكية من خلال الرسائل البابوية إلى اعتماد الأخلاق المسيحية من قيم مساعدة الآخر والنزاهة في العمل، في الاقتصاد. التوزيعية هي نظرية اقتصادية تؤكد أن الأصول المنتجة في العالم يجب أن تُملَك بدلًا عن التركيز عليها. نشأت في أوروبا في أواخر القرن التاسع عشر وأوائل القرن العشرين، وارتكزت على مبادئ التعاليم الاجتماعية الكاثوليكية وخصوصًا تعاليم البابا ليو الثالث عشر في منشوره البابوي ريروم نوفاروم 1891 والبابا بيوس الحادي عشر في كوادراغيسيمو آنو 1931. ترى التوزيعية أن كلًا من الرأسمالية والاشتراكية معاب ومستغِل وتفضل الآليات الاقتصادية كالتعاونات الصغيرة والأعمال العائلية وأنظمة مكافحة الاحتكار الكبيرة. دعت بعض الأحزاب السياسية الديمقراطية المسيحية إلى التوزيعية في سياساتها الاقتصادية.
تعتبر العديد من المجتمعات المسيحية واحدة من من أكثر المجتمعات تقدمًا، فمثلًا في الهند يعتبر المسيحيين أكثر المجتعات الدينية تقدمًا. وتأثير المسيحيين من سكان المناطق الحضرية يظهر جليًا في الاقتصاد فالقيم المسيحية المتأثرة من التقاليد الأوروربية تعتبر ميزة ايجابية في بيئة الأعمال والتجارة في الهند الحضرية؛ يعطى هذا كتفسير للعدد الكبير من المهنيين المسيحيين في قطاع الشركات في الهند، أما في كوريا الجنوبية فمعظم الشركات الكبرى بالبلاد يديرها مسيحيون وعلى الرغم من أن المسيحيين ليسوا الغالبية في كوريا الجنوبية. بالمقابل فإن هذه الدراسة أنتقدت من قبل بعض الباحثين مثل دولراف وتان. كذلك يظهر تأثير المسيحيين الاقتصادي في عدد من دول العالم الإسلامي.
وفي دراسة معروفة قام بها عدد من الباحثين في مطلع الألفية ويمكن اختصار اسمها كالتالى: (CMRP) وجد عدد من الباحثين أن المجتمعات التي تسيطر عليها الثقافة البروتستانتية (تشمل الولايات المتحدة، الدول الإسكندنافية، ألمانيا، المملكة المتحدة، هولندا، سويسرا، كندا، أستراليا ونيوزيلندا وهي دول أعطتها البروتستانتية شكلها الحضاري والثقافي) تميل إلى العمل والاجتهاد والإنجاز والابتكار أكثر من المجتمعات التي تسيطر عليها ثقافات دينية أخرى مثل الإسلام والبوذية والهندوسية. ووفقًا للدراسة فالدول ذات الثقافة والأغلبية البروتستانتية لديها مؤشر التنمية البشرية والناتج المحلي مرتفع، كما وتتربع العديد من الدول البروتستانتية قائمة أغنى دول العالم، والدول الأقل فساداً في العالم. يُذكر أن 6 دول مسيحيّة من أصل 10 تتربع قائمة أكثر دول العالم تطورًّا في مجال التكنولوجيا والتقنية العالية.
خلصت دراسة أجرتها مجلة فورتشن أنّ واحد من كل خمسة أكبر الشركات في الولايات المتحدة تُدار من قبل الأسقفيين. واحدة من ثلاثة أكبر وأقوى البنوك في البلاد، يرأسُه أسقفيين. تاريخيًا إنتمت العديد من العائلات الأمريكية الثرية والغنية الشهيرة مثل عائلة روكفلر، ومورجان، وفورد، وروزفلت، وفاندربيلت، وكارنيغي، ودو بونت، وآستور، وفوربس، وعائلة بوش إلى الكنيسة الأسقفية الأمريكية. كما وجدت دراسة أجرتها مجلة فورتشن عام 1976 حول أهم 500 رؤساء تنفيذيين لأهم الشركات والمؤسسات التجاريّة في الولايات المتحدة حضور طاغ للبروتستانت من الكنيسة الأسقفية الأمريكية والكنيسة المشيخية في أمريكا والأبرشانيّة.

#### الوضع الراهن

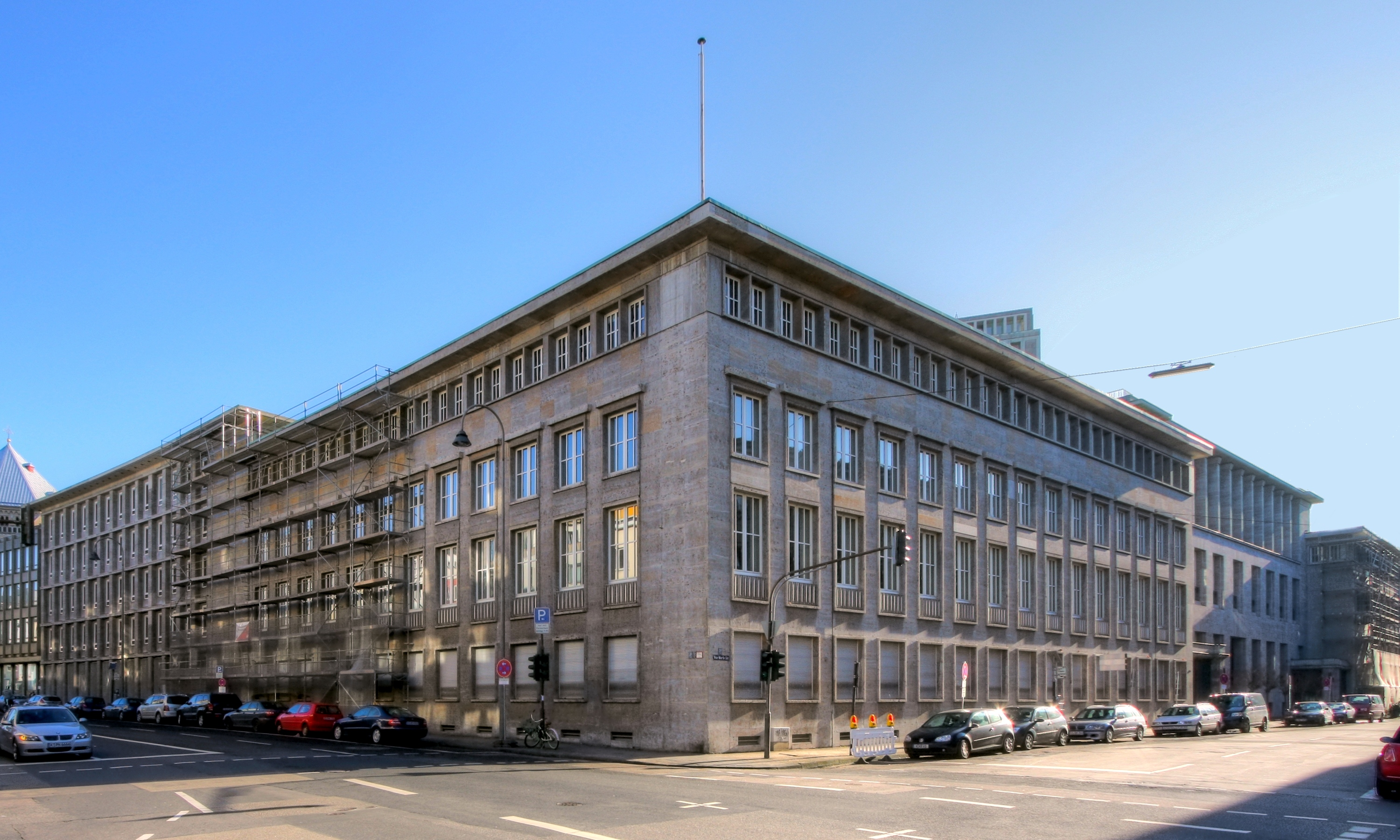
مقر مصرف باكس بنك في كولونيا: من أبرز مصارف التمويل المسيحي التابع للكنيسة الكاثوليكية.

كشف تقرير نشرته مؤسسة «نيو ورلد ويلث» سنة 2015 المتخصصة في أبحاث الثروة العالمية عن سيطرة المسيحيين على السواد الأعظم من الثروات العالمية، يليهم المسلمون والهندوس واليهود. وأوضح التقرير أن إجمالي الثروات التي يمتلكها المسيحيون تصل إلى 107.280 مليار دولار، ما يمثل أكثر من 55% من الثروات العالمية، يليهم المسلمون في المرتبة الثانية بإجمالي ثروة تُقدر بـ 11.335 مليار دولار (5.8%) ثم الهندوس بإجمالي ثروة تبلغ قيمتها 6.505 مليار دولار، بما يعادل نسبته 3.3%. وأشار التقرير إلى أن اليهود يمتلكون إجمالي ثروة تقدر بـ 2.079 مليار دولار (1.1%). وحوالي (67.832 مليار دولار، ما يعادل 34.8%) تقع في أيدي أفراد لا ينتمون لأي دين أو حتى في أيدي أشخاص يؤمنون بديانات أخرى. وعلاوة على ذلك، خلص التقرير إلى أن سبعة من بين أكثر عشرة دول ثراء في العالم (على أساس تصنيف عدد الأفراد الذين لديهم صافي أصول عالية) هي دول يبرز فيها الدين المسيحي كديانة أولى وتضم الولايات المتحدة والمملكة المتحدة وألمانيا وسويسرا وكندا وفرنسا وأستراليا، مستثنيًا منها كلا من الصين واليابان والهند.
وجدت دراسة تعود ليناير 2015 من قِبل شركة أبحاث الثروة الغير حزبية نيو وورلد ويلث أن ثُلثي 13.1 مليون مليونير في العالم يعتنقون ديانة معينة عند سؤالهم عن دينهم. وبحسب الدراسة حوالي 56.2% من مجمل المليونيرات في العالم مسيحيون (أي 7.1 مليون مليونير)، يليهم 31.7% لادينيين وأتباع ديانات أخرى، و6.5% مسلمون، و3.9% هندوس و1.7% يهود.
في العصر الحديث يستمر التمويل الإكليرسي الكاثوليكي من خلال بنك الفاتيكان (IOR)، أو من خلال التمويل الكاثوليكي العلماني الموجود أيضًا في كل من ألمانيا (مثل باكس بنك وبنك ليغا) أو الولايات المتحدة الأمريكية (على سبيل المثال الاتحاد الائتماني الفيدرالي للعائلة الكاثوليكية واتحاد الائتمان هولي روزاري). العديد من الفعاليات المسيحية البروتستانتية الأخرى موجودة (على سبيل المثال اتحاد الائتمان الجماعة المسيحية، وبنك كينغدوم).